# Catanzaro Calcio 2011 2012-2013
Questa pagina raccoglie i dati riguardanti il Catanzaro Calcio 2011 nelle competizioni ufficiali della stagione 2012-2013.

## Stagione

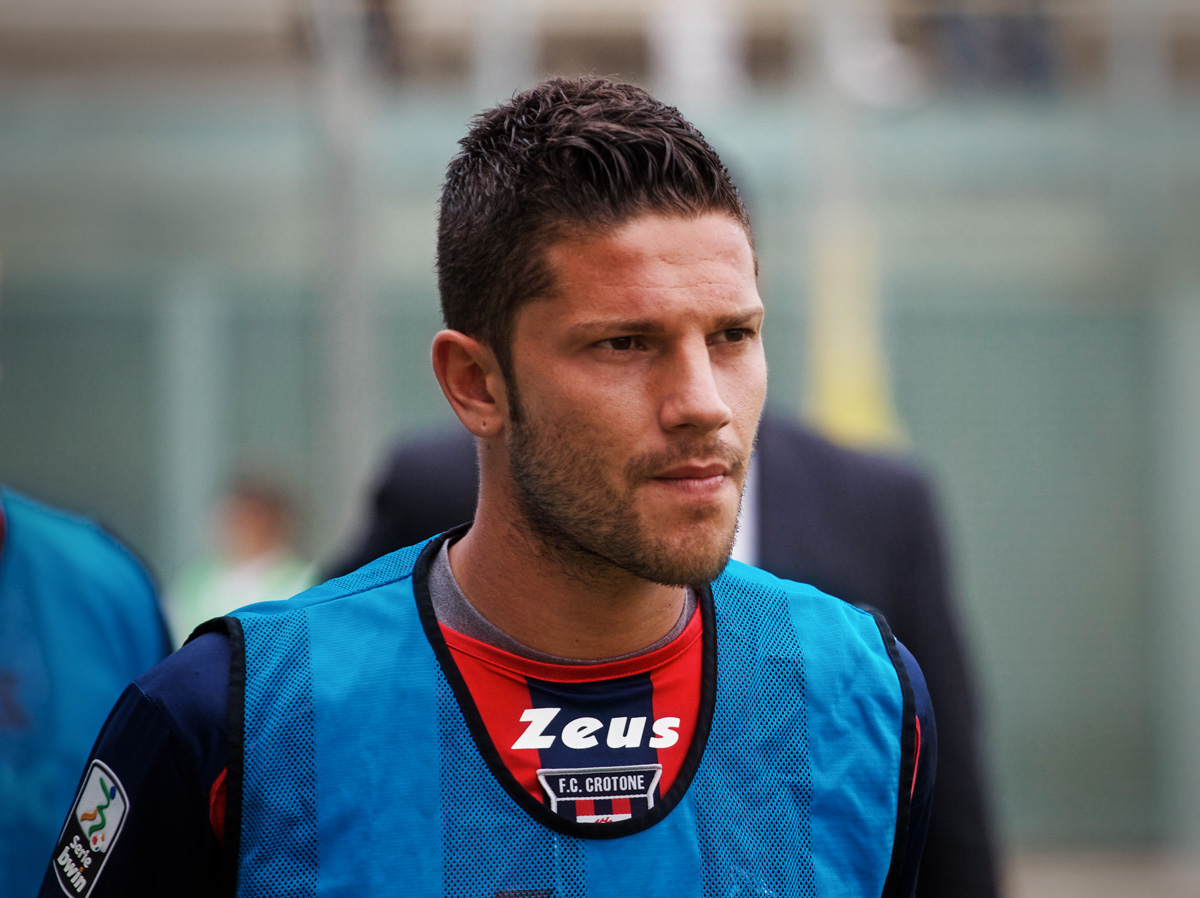
Andrea Russotto, il fiore all'occhiello della campagna acquisti dei giallorossi

La squadra, tornata in Prima Divisione, subisce profondi cambiamenti: vanno via molti dei protagonisti della promozione e arrivano diversi giovani che si erano messi in luce l'anno prima nella categoria inferiore, fra i quali Giordano Fioretti, Nicola Fiore, Matteo Pisseri e Alessio Benedetti. L'obiettivo è una posizione di metà classifica, raggiunto alla fine del girone d'andata con un undicesimo posto dopo un inizio deludente.
Il mercato di gennaio, gestito dal nuovo direttore sportivo, Armando Ortoli, vede l'arrivo di Christian Conti, Sergio Sabatino, Andrea Russotto, Fabio Catacchini e Carlo De Risio. In prestito arrivano anche Loris Bacchetti, Ivan Castiglia e Ronaldo Pompeu da Silva. I risultati, però, non arrivano, e dopo una serie di stop, inclusa la sconfitta interna con il fanalino di coda  Carrarese, Francesco Cozza viene esonerato per far posto a Salvo Fulvio D'Adderio.  La salvezza arriva alla penultima giornata di campionato, pur dopo una sconfitta interna con l'Avellino capolista. Il Catanzaro conclude la stagione al decimo posto.

## Organigramma societario
Area direttiva
- Presidente: Giuseppe Cosentino
- Vice Presidente: Ambra Cosentino
- Amministratore delegato: Marco Pecora
- Consulente legale delegato ai rapporti con Federcalcio e Lega: Sabrina Rondinelli

Area organizzativa
- Team Manager: Michele Serraino
- Segretario generale: Nazario Sauro

Ufficio stampa
- Responsabile Ufficio Stampa: Antonio Capria
- Ufficio Stampa: Vittorio Ranieri
- Fotografo ufficiale: Salvatore Monteverde
- Fotografo ufficiale: Romana Monteverde
- Operatore di ripresa: Francesco Massaro

Area tecnica
- Allenatore: Francesco Cozza poi Salvo Fulvio D'Adderio
- Allenatore in seconda: Massimo D'Urso
- Direttore Sportivo: Armando Ortoli
- Preparatore dei portieri: Antonino Aiello
- Preparatore atletico: Giorgio Scarfone
- Responsabile Settore Giovanile: Franco Modestia
- Osservatore: Salvatore Accursi
- Osservatore: Michele Ruggiero

Area sanitaria
- Medico Sociale: Dott. Giuseppe Gualtieri
- Medico dello Sport: Dott. Francesco De Francesca
- Medico consulente cardiologo: Dott. Roberto Ceravolo
- Medico consulente ortopedico: Dott. Vincenzo Macrì
- Fisioterapista: Saverio Arena

## Rosa
Rosa aggiornata al 31 gennaio 2013.
| N. |                   | Ruolo | Calciatore              |
| -- | ----------------- | ----- | ----------------------- |
|    | Italia (bandiera) | P     | Matteo Pisseri          |
|    | Italia (bandiera) | P     | Davide Faraon           |
|    | Italia (bandiera) | P     | Luca Scerbo             |
|    | Italia (bandiera) | D     | Pierluigi Borghetti     |
|    | Italia (bandiera) | D     | Simone Narducci         |
|    | Italia (bandiera) | D     | Alessandro Orchi        |
|    | Italia (bandiera) | D     | Michelangelo Papasidero |
|    | Italia (bandiera) | D     | Fabio Catacchini        |
|    | Italia (bandiera) | D     | Ciro Sirignano          |
|    | Italia (bandiera) | D     | Christian Conti         |
|    | Italia (bandiera) | D     | Loris Bacchetti         |
|    | Italia (bandiera) | C     | Roberto Romeo           |
|    | Italia (bandiera) | C     | Tommaso Squillace       |

| N. |                      | Ruolo | Calciatore         |
| -- | -------------------- | ----- | ------------------ |
|    | Argentina (bandiera) | C     | Juan Martin Ulloa  |
|    | Italia (bandiera)    | C     | Stefano D'Agostino |
|    | Italia (bandiera)    | C     | Ivan Castiglia     |
|    | Brasile (bandiera)   | C     | Ronaldo            |
|    | Italia (bandiera)    | C     | Alessio Benedetti  |
|    | Italia (bandiera)    | C     | Sergio Sabatino    |
|    | Italia (bandiera)    | C     | Alberto Quadri     |
|    | Italia (bandiera)    | C     | Andrea Russotto    |
|    | Italia (bandiera)    | C     | Nicola Fiore       |
|    | Italia (bandiera)    | A     | Salvatore Carboni  |
|    | Italia (bandiera)    | A     | Simone Masini      |
|    | Argentina (bandiera) | A     | Federico Bugatti   |
|    | Italia (bandiera)    | A     | Giordano Fioretti  |

## Calciomercato

### Sessione estiva(dal 1/7 al 31/8)
| Acquisti | Acquisti              | Acquisti            | Acquisti   |
| R.       | Nome                  | da                  | Modalità   |
| -------- | --------------------- | ------------------- | ---------- |
| P        | Davide Faraon         | Taranto             | svincolato |
| P        | Matteo Pisseri        | Parma               | prestito   |
| D        | Pierluigi Borghetti   | Perugia             | svincolato |
| D        | Federico Pastore      | Olimpica Corigliano | definitivo |
| D        | Alessandro Orchi      | Roma                | definitivo |
| C        | Alessio Benedetti     | Perugia             | definitivo |
| C        | Antonio Ferraro       | Olimpica Corigliano | definitivo |
| C        | Girolamo D'Alessandro | Fidelis Andria      | definitivo |
| C        | Nicola Fiore          | Chieti              | definitivo |
| A        | Sérgio Cruz           | Campobasso          | definitivo |
| A        | Stefano D'Agostino    | Sampdoria           | prestito   |
| A        | Paolo Carbonaro       | Giulianova          | svincolato |
| A        | Giordano Fioretti     | Gavorrano           | definitivo |

| Cessioni | Cessioni           | Cessioni        | Cessioni      |
| R.       | Nome               | a               | Modalità      |
| -------- | ------------------ | --------------- | ------------- |
| P        | Riccardo Mengoni   | HinterReggio    | svincolato    |
| D        | Salvatore Accursi  |                 | svincolato    |
| D        | Antonio Mannone    | Turris          | svincolato    |
| C        | Serafino Bruzzese  | Vibonese        | svincolato    |
| C        | Domenico Giampà    | Como            | prestito      |
| C        | Alessandro Ferrara | Vigor Lamezia   | svincolato    |
| C        | Denny Gigliotti    | Città di Marino | svincolato    |
| C        | Settembrino Basile |                 | svincolato    |
| C        | Davide Corso       | Mantova         | prestito      |
| A        | Simone D'Anna      | Fiorentina      | fine prestito |
| A        | Christian Esposito | Novara          | fine prestito |

### Sessione invernale(dal 3/1 al 31/1)
| Acquisti | Acquisti         | Acquisti  | Acquisti   |
| R.       | Nome             | da        | Modalità   |
| -------- | ---------------- | --------- | ---------- |
| D        | Fabio Catacchini | Frosinone | definitivo |
| D        | Loris Bacchetti  | Pescara   | prestito   |
| D        | Christian Conti  |           | svincolato |
| C        | Carlo De Risio   | Benevento | prestito   |
| C        | Ronaldo          | Empoli    | prestito   |
| C        | Ivan Castiglia   | Reggina   | prestito   |
| C        | Sergio Sabatino  | Nocerina  | svincolato |
| C        | Andrea Russotto  |           | svincolato |

| Cessioni | Cessioni              | Cessioni     | Cessioni   |
| R.       | Nome                  | a            | Modalità   |
| -------- | --------------------- | ------------ | ---------- |
| D        | Alessio Mariotti      | Aprilia      | prestito   |
| C        | Girolamo D'Alessandro | Fano         | definitivo |
| C        | Vincenzo Maisto       | Sarnese      | svincolato |
| A        | Paolo Carbonaro       | HinterReggio | svincolato |
| A        | Sérgio Cruz           | HinterReggio | definitivo |

## Risultati

### Lega Pro Prima Divisione

#### Girone di andata
| Arbitro: | Intagliata (Siracusa) |

|                                              |           |                                     |
| Carboni 9’, 50’ Fioretti 38’ Sergio Cruz 82’ | Marcatori | 25’, 55’ (rig.) Dezi 73’ Simoncelli |

| Arbitro: | Maresca (Napoli) |

|             |           |  |
| Barraco 69’ | Marcatori |  |

| Arbitro: | Ghersini (Genova) |

|                |           |                                  |
| Papasidero 42’ | Marcatori | 16’ (rig.) Germinale 80’ Montini |

| Pagani 23 settembre 2012, ore 15:00 CEST 4ª giornata | Paganese        | 0 – 0 referto | Catanzaro | Stadio Marcello Torre (1.350 spett.)\| Arbitro: \| Pezzuto (Lecce) \| |
| Arbitro:                                             | Pezzuto (Lecce) |               |           |                                                                       |

| Catanzaro 30 settembre 2012, ore 15:00 CEST 5ª giornata | Catanzaro        | 0 – 0 referto | Andria BAT | Stadio Nicola Ceravolo (3.653 spett.)\| Arbitro: \| Minelli (Varese) \| |
| Arbitro:                                                | Minelli (Varese) |               |            |                                                                         |

| Arbitro: | Verdenelli (Foligno) |

|                                             |           |                     |
| Giovinco 15’ E. Pellegrini 47’ Magnaghi 64’ | Marcatori | 19’ (rig.) Fioretti |

| Arbitro: | Aureliano (Bologna) |

|                          |           |                                     |
| Masini 12’ Borghetti 80’ | Marcatori | 57’ (aut.) Mariotti 87’, 88’ Evacuo |

| Arbitro: | Cifelli (Campobasso) |

|                                              |           |                       |
| Favasuli 56’ (rig.), 84’ Buscè 59’ Perez 87’ | Marcatori | 54’ (aut.) Mingazzini |

| Arbitro: | Benassi (Bologna) |

|  |           |                                    |
|  | Marcatori | 42’ Blanchard 67’ Frara 72’ Gucher |

| Arbitro: | Lanza (Nichelino) |

|                                      |           |                                                         |
| Clemente 60’ (rig.) Tozzi Borsoi 79’ | Marcatori | 14’ (rig.), 31’ Fioretti 82’ Quadri 90+2’ (aut.) Lebran |

| Arbitro: | Chiffi (Padova) |

|                           |           |                   |
| J. Ulloa 11’ Russotto 25’ | Marcatori | 64’ (rig.) Tiboni |

| Arbitro: | Morreale (Roma) |

|                         |           |                           |
| Makinwa 52’ Mancuso 87’ | Marcatori | 12’ Fioretti 71’ Russotto |

| Arbitro: | Pelagatti (Arezzo) |

|              |           |  |
| Fioretti 90’ | Marcatori |  |

| Arbitro: | Martinelli (Roma) |

|                                  |           |  |
| Biancolino 76’ L. Castaldo 90+2’ | Marcatori |  |

| Arbitro: | Lanza (Nichelino) |

|                                                              |           |                          |
| Fioretti 29’ Russotto 35’, 70’ N. Fiore 46’ D'Alessandro 87’ | Marcatori | 26’ Guerri 67’ Galabinov |

#### Girone di ritorno
| Arbitro: | Maresca (Napoli) |

|  |           |                     |
|  | Marcatori | 60’ (rig.) Fioretti |

| Arbitro: | Albertini (Ascoli Piceno) |

|            |           |                                             |
| Masini 89’ | Marcatori | 20’ Agodirin 74’ Danilevičius 86’ Ricciardi |

| Arbitro: | Marini (Roma) |

|                                  |           |  |
| Mancosu 29’ Germinale 77’ (rig.) | Marcatori |  |

| Arbitro: | Bindoni (Venezia) |

|                                |           |             |
| Fioretti 36’ (rig.) Masini 80’ | Marcatori | 76’ Girardi |

| Andria 10 febbraio 2013, ore 14:30 CEST 20ª giornata | Fidelis Andria             | 0 – 0 referto | Catanzaro | Stadio Degli Ulivi (1.673 spett.)\| Arbitro: \| Rasia (Bassano del Grappa) \| |
| Arbitro:                                             | Rasia (Bassano del Grappa) |               |           |                                                                               |

| Arbitro: | Greco (Lecce) |

|                          |           |  |
| Fioretti 16’, 25’ (rig.) | Marcatori |  |

| Arbitro: | Intagliata (Siracusa) |

|            |           |              |
| Evacuo 54’ | Marcatori | 36’ Russotto |

| Arbitro: | Saia (Palermo) |

|              |           |  |
| Russotto 62’ | Marcatori |  |

| Arbitro: | Bindoni (Venezia) |

|                                                       |           |  |
| Carrus 29’ (rig.) Santoruvo 31’ Curiale 44’ Frara 52’ | Marcatori |  |

| Arbitro: | Pelagatti (Arezzo) |

|                        |           |                                                 |
| Carboni 67’ Masini 79’ | Marcatori | 19’ (aut.) Sirignano 37’, 48’ Fabinho 53’ Nicco |

| Prato 7 aprile 2013, ore 14:30 CEST 26ª giornata | Prato               | 0 – 0 referto | Catanzaro | Stadio Lungobisenzio (980 spett.)\| Arbitro: \| Aureliano (Bologna) \| |
| Arbitro:                                         | Aureliano (Bologna) |               |           |                                                                        |

| Arbitro: | Rapuano (Rimini) |

|                 |           |                                |
| Masini 70’, 77’ | Marcatori | 17’ Bregliano 23’, 86’ Orlandi |

| Arbitro: | Martinelli (Roma) |

|  |           |                |
|  | Marcatori | 90+4’ Fioretti |

| Arbitro: | Ghersini (Genova) |

|  |           |            |
|  | Marcatori | 74’ Zigoni |

| Arbitro: | Albertini (Ascoli Piceno) |

|             |           |             |
| Palermo 47’ | Marcatori | 43’ Carboni |

### Coppa Italia
| Arbitro: | Reni (Pistoia) |

|                                                                 |           |                                                   |
| Belcastro 25’ Giovinco 37’ Merini 82’ Corrent 87’ Venitucci 90’ | Marcatori | 15’ Sirignano 48’ Bugatti 50’ Quadri 69’ Fioretti |

### Coppa Italia Lega Pro
| Arbitro: | Adduci (Paola) |

|                             |           |            |
| Fioretti 19’ D'Agostino 61’ | Marcatori | 9’ De Luca |

| Arbitro: | Intagliata (Siracusa) |

|                       |           |  |
| Romeo 33’ Gambino 50’ | Marcatori |  |

## Giovanili

### Piazzamenti

#### Berretti
- Campionato nazionale Dante Berretti: Final Four[9][10]

#### Allievi nazionali
- Campionato: Final Eight (Semifinale)[11][12]